# Anna Sewell
Anna Sewell, född 30 mars 1820 i Great Yarmouth, Norfolk, död 25 april 1878 i Old Catton nära Norwich, Norfolk, var en brittisk författare.
Vid fjorton års ålder bröt hon fotleden och fick dålig läkarbehandling; detta i kombination med en ledsjukdom ledde till att hon blev oförmögen att använda sina ben och fötter och bara kunde förflytta sig med hjälp av häst och vagn. Hon kom då att älska hästar, men märkte att många hästar behandlades illa av sina ägare.
1871 fick hon av en läkare beskedet att hon endast hade arton månader kvar att leva. Hon började då skriva sin första och enda bok, romanen Black Beauty (1877, Vackra Svarten), som handlar om en hästs livsöde. Hon levde i ytterligare sju år efter dödsdomen, men var mot slutet så svag att hon endast kunde skriva några rader åt gången, och hennes mor hjälpte henne med renskrivningen.
Sewell avled endast ett par månader efter det att romanen publicerats och fick därför aldrig uppleva dess stora framgång. År 2003 hamnade Black Beauty på nummer 58 i BBC:s lista över de populäraste brittiska böckerna.
Romanen ses idag som en barnbok men skrevs ursprungligen för att uppmana människor att behandla hästar med kärlek och förståelse.
Även hennes mor, Mary Wright Sewell (1797–1884), var en populär barnboksförfattare.

## Svenska översättningar
- En hästs lefnadsöden (anonym översättning?, Fritze, 1881)
- Vackra Svarten: historia om en häst berättad af honom själf (fritt efter Miss A. Sewell's Black Beauty utgifven af Henning Wendell, 1891). 8. uppl. Norstedt, 1923
- Vackra Svarten: berättelse för ungdom om en häst (översättning Josef Almqvist, B. Wahlström, 1948)
- Vackra Svarten (okänd översättare, Harrier, 1949)
- Vackra Svarten (översättning Eva Håkanson, Natur och kultur, 1958)
- Black Beauty (översättning Ingrid Söderberg-Reeves, Spektra, 1976)
- Vackra Svarten (översättning Josef Almqvist, reviderad översättning Arne Lindberg, B. Wahlström, 1980)
- Black Beauty (anonym översättning, Atlantic, 1980) [seriealbum]
- Black Beauty (översättning och bearbetning Ingalill Behre, Richter, 1985)
- Vackre Svarten (efter Anna Sewell, översättning Catarina Ek, Richter, 1995)
- Black Beauty (översättning Mona Eriksson, Klassikerförlaget, 1995)
- Black Beauty (återberättad av Maj Bylock, Rabén & Sjögren, 2008)